# Східнояванський газопровід
Східнояванський газопровід – газопровід, по якому на схід Яви в район Сурабаї подали природний газ із офшорних родовищ.
У 1990-х роках розпочалась розробка газових родовищ, виявлених на схід від індонезійського острова Ява. Їх продукція надходила на острів Пагерунган (перші свердловини виконали як похило-спрямовані з самого острова), де розташували потужності з підготовки. Вилучений конденсат подавався по трубопроводу довжиною 2,5 км для завантаження у танкери, тоді як товарний газ спрямували на Яву. Для цього в 1993-му ввели в дію трубопровід діаметром 700 мм, який перетинає море Балі та виходить на суходіл південніше від другого за величиною міста Індонезії Сурабаї. Загальна довжина газопроводу становить 427 км, з яких 357 км припадає на офшорну ділянку. Пропускну здатність трубопроводу визначили у понад 6 млрд м3 на рік з можливістю збільшення до 10 млрд м3 за умови встановлення на середині маршруту компресорної станції (втім, фактичний обсяг поставок передусім обмежувався видобутком на родовищах).
Головним споживачем блакитного палива стала розташована поблизу Сурабаї ТЕС Гресік, на якій одночасно зі спорудженням газопроводу запустили потужну парогазову чергу, що збільшила показник майданчику більш ніж у 3,5 рази (варто відзначити, що того ж 1993 року до Гресік подали ресурс по газопроводу Поленг – Гресік, який бере початок на північ від острова Мадура). Іншим базовим споживачем є завод з виробництва добрив. Також можливо зазначити, що з 2016-го поряд з ТЕС Гресік діє завод стисненого газу Гресік, споруджений в межах проект поставок блакитного палива на малі острови Індонезії.
Проведене в 2006 році обстеження газопроводу виявило біля восьми сотень ділянок із провисанням труби. Для попередження виходу об’єкту з ладу найняли нідерландську компанію Boskalis, належне якій каменеукладальне судно  провело роботи із заповнення лакун.
В 2006-му через перемичку довжиною 7 км та діаметром 350 мм до трубопроводу подали продукцію з газового родовища Малео. А в 2014-му через систему пішов газ із родовища Пелуанг, яке сполучили з Малео трубопроводом довжиною 16 км та діаметром 250 мм.
У 2012-му в морі Балі розпочали розробку родовища Теранг, для чого свердловини під’єднали до плавучої установки підготовки «Joko Tole». З останньої через перемичку діаметром 450 мм товарний газ подається до Східнояванського газопроводу. В 2019-му в межах другої фази проекту ввели в експлуатацію родовища Сірасун та Батур.